# Fiat 626
Fiat 626 – włoski samochód ciężarowy produkowany w latach 1939–1948, wykorzystywany zarówno do celów cywilnych jak i wojskowych.
Fiat 626 zaprezentowany został w 1939 roku jako następca modeli 621 i 633. Pojazd opracowany został zgodnie z wytycznymi włoskich sił zbrojnych na standardowy średni samochód ciężarowy, podobnie jak cięższy model 666. Samochód produkowany był w kilku wersjach, m.in. N, NL, NM, NLM, rzadziej BLM i GL (litery oznaczały: N – silnik wysokoprężny, B – silnik benzynowy, G – gazogenerator, L – wydłużony rozstaw osi, M – wersja wojskowa).
Pojazd brał udział w II wojnie światowej, znajdując się na wyposażeniu włoskiej armii i sił powietrznych, niemieckiego Wehrmachtu (ponad 3300 samochodów) oraz francuskich wojsk lądowych (około 700). 
Produkcja pojazdu trwała do 1948 roku. Łącznie powstało ponad 10 000 jego egzemplarzy, z czego 7941 to pojazdy wersji N wyprodukowane do kapitulacji Włoch we wrześniu 1943 roku.